# Beoto
Beoto o Beozio (in greco antico: Βοιωτός?, Boiotòs) è un personaggio della mitologia greca, fratello di Eolo e re eponimo della Beozia.

## Il mito

### La versione di Igino
Secondo Igino, una donna mortale di nome Melanippe (o Arne) ebbe dal dio Poseidone due gemelli, chiamati Eolo e Beoto. Tuttavia il padre della donna, chiamato anch'egli Eolo, non credendo al racconto della relazione col dio, per punizione fece accecare e imprigionare Melanippe, e fece esporre i figli su una montagna perché morissero di stenti. Arrivò però una mucca ad allattarli, finché un gruppo di pastori, avendo visto l'evento miracoloso, decisero di raccogliere e allevare i due bambini. Fu soprattutto il mandriano Ippote a curarsi di loro.
Nel frattempo Metaponto, un re d'Italia, aveva minacciato di ripudiare sua moglie Teano per la sua sterilità. Teano allora si rivolse ai pastori chiedendo loro dei bambini che avrebbe cercato di far passare per suoi. I pastori le diedero Eolo e Beoto, e Teano riuscì a far credere a Metaponto che fossero nati da lui. In seguito però Teano, superando la sterilità, ebbe a sua volta due gemelli, che erano però decisamente meno amati da Metaponto rispetto a Eolo e Beoto. Allora Teano, gelosa, ordinò ai due figli di uccidere Eolo e Beoto durante una battuta di caccia. I quattro si scontrarono sulle montagne, ma Eolo e Beoto risultarono vincitori, uccidendo i figli di Teano.
In seguito a questo scontro, Eolo e Beoto furono costretti a fuggire, cercando asilo presso i pastori che un tempo li avevano raccolti. Qui si trovarono al cospetto di Poseidone, che rivelò loro di essere il loro padre e che la loro vera madre, Melanippe, era ancora prigioniera. Essi andarono subito a liberarla e Poseidone le restituì la vista. Poi Eolo e Beoto andarono con Melanippe da Metaponto e lo informarono dei crimini commessi da Teano. Il re allora ripudiò Teano e sposò Melanippe. Eolo e Beoto partirono e furono fondatori di città, il primo in Eolide, il secondo in Beozia, che da loro presero il nome.

### La versione di Diodoro Siculo
Secondo Diodoro Siculo, quando Melanippe rivelò al padre di aver avuto i due gemelli Eolo e Beoto, egli non accecò la donna, ma la affidò a uno straniero che viveva nella città di Metaponto perché la portasse via con sé, insieme ai suoi bambini. Nonostante avesse già una moglie (chiamata Autolita o Siri), consigliato da un oracolo l'uomo decise di adottare i due piccoli, portando con sé anche la loro madre. In questo modo, Melanippe e i bambini andarono a vivere a Metaponto.
Diventati adulti, grazie ad una sommossa popolare Eolo e Beoto riuscirono a ottenere il trono di Metaponto, tuttavia in seguito si macchiarono di un terribile delitto: uccisero Autolita, moglie del loro padre adottivo, rea solo di aver avuto un diverbio con la loro madre Melanippe. Eolo e Beoto dovettero quindi fuggire: il primo si imbarcò e arrivò nell'isola di Lipari, mentre il secondo si rifugiò in Eolide.

### Discendenza
Beoto è secondo Omero e Diodoro Siculo il padre di un figlio di nome Itono. Altre fonti (come Pausania) considerano invece Beoto come figlio di Itono e della ninfa Melanippe. È però possibile che si tratti di personaggi distinti. Secondo alcune fonti, il Beoto figlio di Poseidone ebbe anche un figlio chiamato Ogigo.